# L'Alzinar de Durro
L'Alzinar de Durro és un bosc d'alzines del terme municipal de Conca de Dalt, a l'antic terme de Toralla i Serradell, al Pallars Jussà, en territori del poble de Torallola.
Està situat a migdia de Torallola, a llevant de l'extrem sud-oriental de la Costa de Toni, a ponent de la partida de Comandolera. És al nord-oest de los Planells i al sud-est de lo Pla.